# Gruppo operativo-tattico "Volyn"
Il Gruppo operativo-tattico "Volyn" (in ucraino Оперативно-тактичне угруповання «Волинь»?, Operatyvno-taktyčne uhrupovannja «Volyn'», OTU "Volyn") è una formazione delle Forze terrestri ucraine, costituita durante l'invasione russa dell'Ucraina del 2022 e facente parte del gruppo operativo-strategico "Pivnič", responsabile del settore comprendente le oblast' di Volinia e Rivne.

## Storia
In seguito allo scoppio dell'invasione su vasta scala dell'Ucraina da parte della Russia l'esercito ucraino ha subito una rapida e importante espansione, costituendo quattro cosiddetti "gruppi operativi-strategici" per supervisionare le operazioni di combattimento, i quali a loro volta comprendono diversi gruppi tattici creati ad hoc per settori particolari del fronte. Il Gruppo "Volyn" gestisce le unità impiegate nell'Ucraina nordoccidentale.
Le regioni sotto la responsabilità del Gruppo "Volyn" non sono state direttamente interessate dall'offensiva russa su Kiev, e dopo il fallimento dell'operazione e il ritiro delle forze d'invasione le unità subordinate sono state schierate sul confine con la Bielorussia.

## Comandanti
- Tenente generale Volodymyr Kravčenko (febbraio 2022 - febbraio 2023)[4]
- Brigadier generale Vasyl' Zubanyč (febbraio 2023 - dicembre 2023)[5]
- Maggior generale Volodymyr Myronjuk (dicembre 2023 - marzo 2024)[6]
- Maggior generale Serhij Litvinov (marzo 2024 - in carica)[7]